# Crossidius mexicanus
Crossidius mexicanus là một loài bọ cánh cứng trong họ Cerambycidae.